# Brzoskwinia zwyczajna

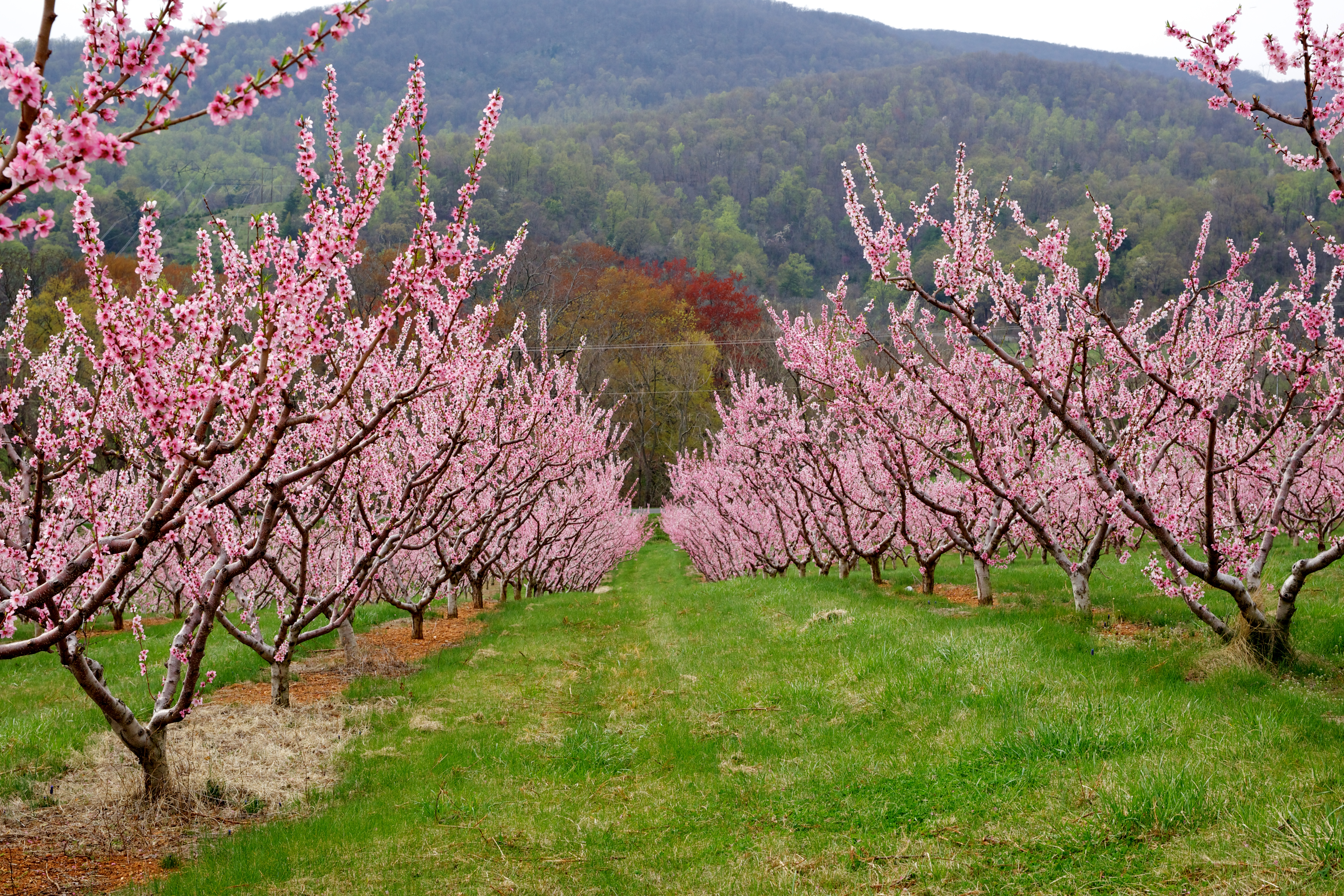
Kwitnące brzoskwinie

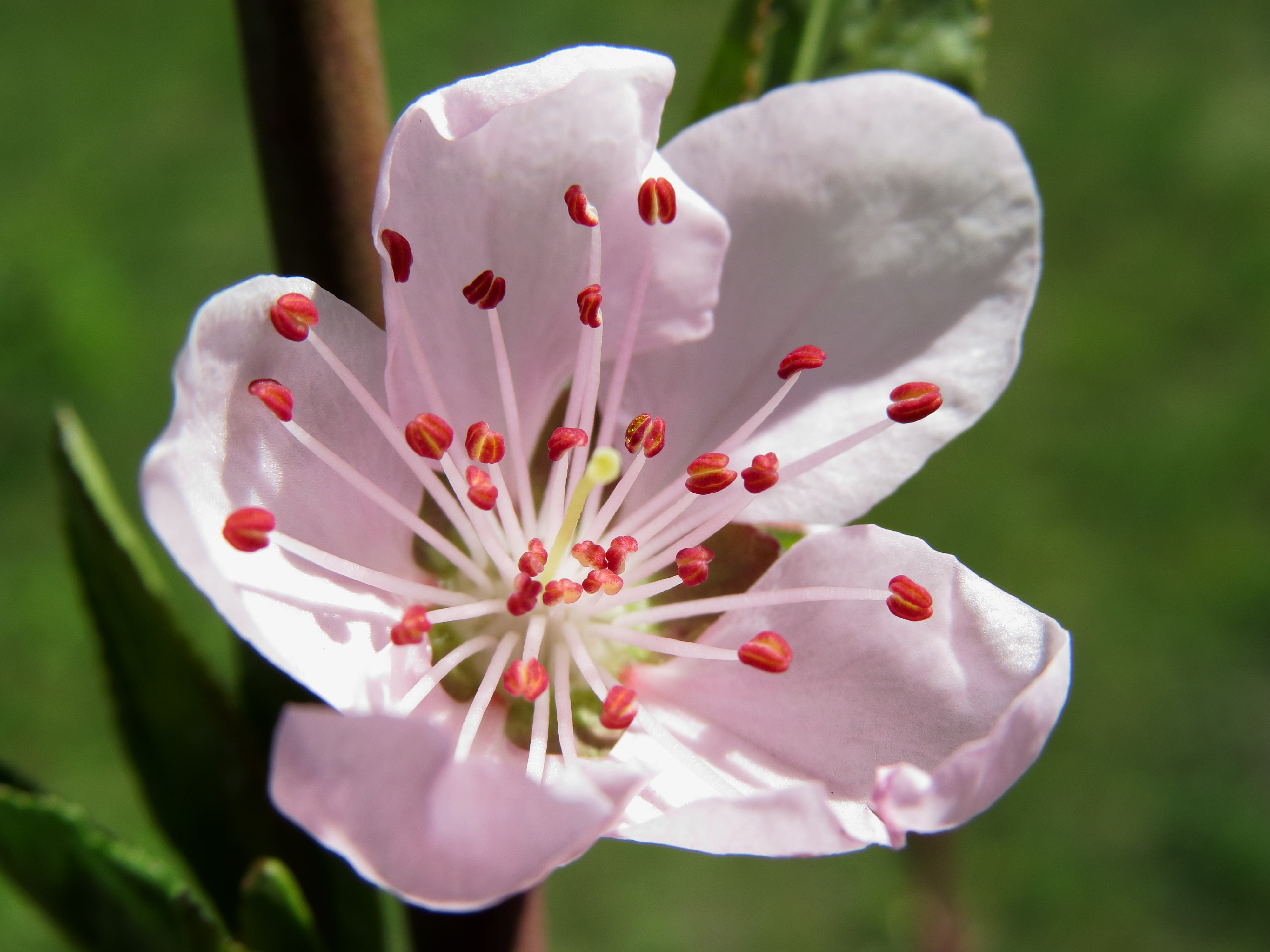
Kwiat

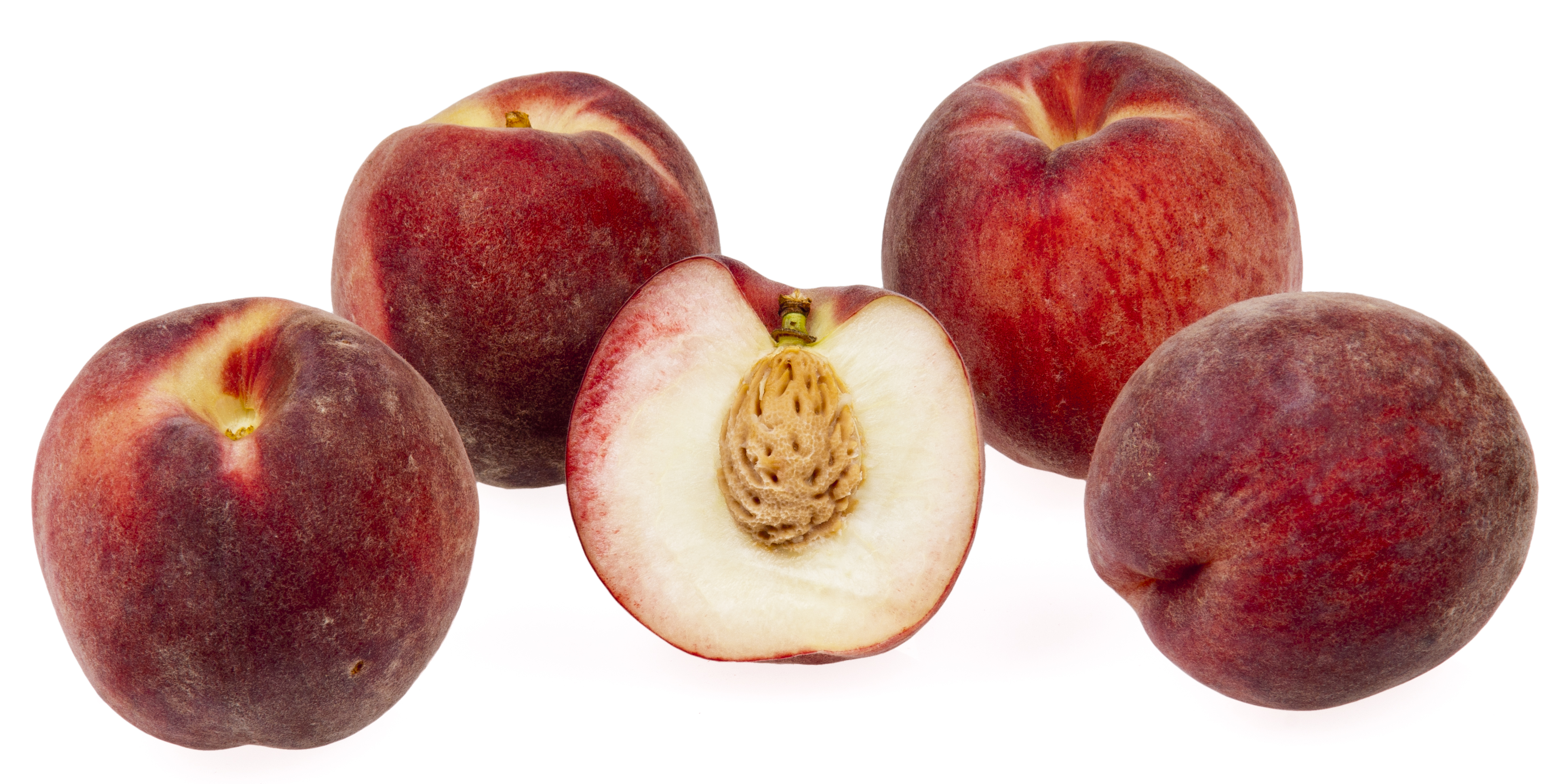
Owoce brzoskwini

Brzoskwinia zwyczajna, b. właściwa (Prunus persica (L.) Batsch) – gatunek drzewa należący do rodziny różowatych. Prawdopodobnie pochodzi ze środkowych i północno-wschodnich Chin, obecnie nie rośnie dziko, występuje tylko jako roślina uprawna.

## Morfologia
PokrójDrzewo o wysokości do 6 m, żyjące do 30 lat.
PieńKora ciemnobrunatnoszara, nieraz u dołu prawie czarna, podłużnie spękana.
LiścieLancetowate, faliście ząbkowane, błyszczące.
KwiatyRóżowe, pięciokrotne, o licznych słupkach i pręcikach, samopłodne. Kwitnie w kwietniu, przed pojawieniem się liści.
OwocePestkowiec o masie 100–200 g, omszonej skórce, żółtej z czerwonym rumieńcem. Dojrzewa w zależności od odmiany od lipca do października.

## Systematyka i zmienność
W większości ujęć taksonomicznych brzoskwinia zwyczajna zaliczana jest do rodzaju Prunus i ma nazwę Prunus persica. Natomiast według Krytycznej listy roślin naczyniowych Polski zaliczana jest do odrębnego rodzaju brzoskwinia jako Persica vulgaris.
Odmiany:
- Prunus persica var. nucipersica (Suckow) C. Schneider (syn. P. persica var. nectarina (Aiton) Maxim.) – nektarynka
- Prunus persica var. persica – brzoskwinia zwyczajna
- Prunus persica var. platycarpa – brzoskwinia płaskoowocowa

## Zastosowanie
- Drzewo owocowe. W Chinach była już uprawiana 4000 lat temu. Przez Persję do Grecji dotarła ok. 300 r. p.n.e. W Rzymie rozpowszechniła się w ciągu pierwszego wieku n.e. Następna fala rozprzestrzenienia nastąpiła w XVI wieku, kiedy to brzoskwinia trafiła do Europy Północnej (na Wyspy Brytyjskie) i następnie dalej na różne kontynenty[9].
- Roślina lecznicza
  - Surowiec zielarski: owoc.
  - Działanie: polecane w dietach odchudzających. Z uwagi na działanie zasadotwórcze i moczopędne, stosowane przy chorobach reumatycznych i schorzeniach układu moczowego. Działa uspokajająco. Bor podnosi poziom estrogenu, przez co przeciwdziała osteoporozie.
- Sztuka kulinarna: Owoce są bardzo smaczne i najczęściej jada się je surowe, można dodać do ciast, przetworzyć na kompot, dżem, ususzyć.
- Z pestek wyrabia się jasnożółty, dosyć rzadki olej, o delikatnym zapachu migdałów. Zawiera ponad 64% kwasu olejowego, 26% kwasu linolowego, 5,5% kwasu palmitynowego, 2,9% kwasu stearynowego. Olej stosuje się jako bazę do masażu.
- Niektóre kultywary są uprawiane jako rośliny ozdobne, np. ‘Alba Plena’ o półpełnych kwiatach, ‘Klara Meyer’ o również półpełnych kwiatach brzoskwiniowego koloru, ‘Magnifica’ o ciemnoróżowych i pełnych kwiatach, ‘Versicolor’ o półpełnych białych lub bladoróżowych kwiatach z czerwonymi paskami[10].

## Uprawa

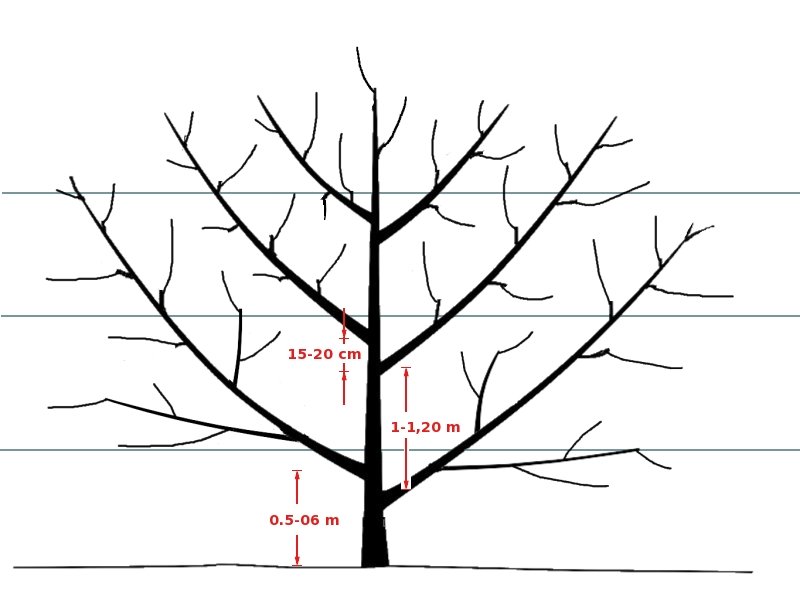
Sposób cięcia brzoskwini

Wymaga słonecznych miejsc. Nadaje się do stref 5–10. W Polsce nie jest całkowicie mrozoodporna – w surowe zimy w zimniejszych rejonach kraju może przemarzać, często też przemarzają wiosną pąki kwiatowe.
W Polsce zazwyczaj formowane są drzewa niskopienne. Gatunek wymaga gleb lekkich o dużej zawartości próchnicy i dobrze nawodnionych. Drzewo należy corocznie przycinać, a jeśli liczba zawiązków owocowych jest zbyt duża, należy je przerzedzać, aby wielkość i smak były zadowalające.

## Choroby
- wirusowe: jamkowatość pnia drzew pestkowych, nekrotyczna pierścieniowa plamistość drzew pestkowych, ospowatość śliwy na brzoskwini[12]
- wywołane przez bakterie i fitoplazmy: bakteryjna plamistość drzew pestkowych, choroba X brzoskwini, europejska żółtaczka drzew pestkowych, guzowatość korzeni, rak bakteryjny brzoskwini[12]
- wywołane przez lęgniowce i grzyby: biała zgnilizna korzeni, brunatna zgnilizna drzew pestkowych, dziurkowatość liści drzew pestkowych, gruzełek cynobrowy, kędzierzawość liści brzoskwini, leukostomoza drzew pestkowych, mączniak prawdziwy brzoskwini, opieńka miodowa, parch brzoskwini, rak drzew owocowych i zgnilizna owoców, rak kory drzew owocowych, srebrzystość liści, szara pleśń, werticilioza drzew i krzewów owocowych, zgnilizna pierścieniowa podstawy pnia drzew owocowych, zgorzel pędów drzew owocowych[12].